# Elżbieta Dmoch
Elżbieta Dmoch (Varsavia, 29 settembre 1951) è una cantante e musicista polacca, già membro della band 2 plus 1.

## Carriera
Verso la fine degli anni 1960 diventò un membro della band Warszawskie Kuranty, fondata da Janusz Kruk, da cui si staccò assieme a quest'ultimo nel gennaio 1971 per fondare i 2 plus 1. Nel 1974, durante il Festival di Sopot, venne proclamata "cantante più bella", così come accadde due anni dopo al Festival di Opole.
È coautrice del brano Naga plaża, contenuto nell'album Video.

## Vita privata
Dal febbraio 1973 fino alla fine degli anni 1980 è stata la moglie di Janusz Kruk. La morte di Kruk nel 1992 le provocò un forte shock, che sfociò in un repentino abbandono delle attività artistiche.
La sua grande passione è il canto, che iniziò a studiare sin da piccola. Frequentò contemporaneamente le scuole superiori ed il conservatorio, dove imparò a suonare il flauto e il pianoforte.
Oltre al polacco, sa parlare in inglese, tedesco e russo.